# Казе дел Молино (Римини)
Казе дел Молино је насеље у Италији у округу Римини, региону Емилија-Ромања.
Према процени из 2011. у насељу је живело 743 становника. Насеље се налази на надморској висини од 27 м.